# Johan Koren Christie
Johan Koren Christie (23. juli 1909 – 5. juli 1995) var en norsk generalmajor og flyingeniør.
Christie fik sin militære uddannelse ved Hærens Flyveskole i Norge og blev efterfølgende uddannet i flyteknik i Berlin. Ved den tyske invasion af Norge 9. april 1940 opholdt Christie sig i Sverige, og han vendte straks tilbage til sit fædreland for at indgå i de norske styrker og indgå i modstanden. Da Sydnorge kapitulerede, vendte han tilbage til Sverige, hvor han blev teknisk chef for de norske flystyrker, der fortsatte kampene mod nord. Da også disse styrker måtte kapitulere, drog Christie og en række andre officerer med kong Haakon 7. i eksil i Storbritannien.
Herfra blev Johan Christie en central figur i organiseringen af de frie norske flystyrker i Storbritannien samt uddannelse af piloter i Canada. Han havde imidlertid også et stærkt ønske om at komme i aktiv tjeneste, og i 1943 kom han til at flyve i Royal Air Force, for hvem han deltog i 45 togter over Tyskland. Han kom i 1944 til at virke som forbindelsesofficer til Supreme Headquarters Allied Expeditionary Forces (SHAEF), i hvilken egenskab han blev ansvarlig for repatriering af internerede i tysk fangenskab. 
Efter krigen bestred han en række overordnede stillinger i såvel militæret som det civile liv. Hans sidste stilling var chef for det norske luftvåbens forsyningskommando. Efter sin pensionering engagerede Christie sig i fredsarbejde, blandt andet som aktiv i "Generaler og admiraler for fred".